# 당주 (후한)
당주(唐周, ? ~ ?)는 중국 후한 말기 때 황건적(黃巾賊)의 장군이며, 장각(張角)의 부하였다.

## 개요
184년 장각은 후한 왕조를 무너뜨리기 위해 거병하기로 하고, 3월 5일에 낙양(洛陽)을 습격할 계획을 세우고 있었다. 장각은 궁궐 내의 환관인 중상시(中常侍) 봉서(封諝)와 서봉(徐奉)을 거병 계획에 끌어들여 그들과 같이 거사하기로 하였으나, 당주가 그 음모계획을 황제 직속의 환관들에게 밀고하여 음모 계획은 탄로나게 되었다.
그 결과 장각의 명을 받아 낙양에 잠입하고 있던 마원의(馬元義)가 참수되었으며, 영제(靈帝)는 하진(何進)에게 황건적 토벌을 명하게 된다.